# Museo Molino Fanderia
El Molino de Fanderia, también conocido como Molino del Río, es un molino situado en el barrio de Fanderia del municipio de Rentería, Guipúzcoa. Dolores Ibarruri se encuentra en Zumardia, a orillas del río Oyarzunrío. En el siglo XV a había allí una herrería. En 1769 era una fanderia. Durante muchos años el molino sirvió como fábrica de harina, 1828 y de piensos, 1955. Cerró en 1996. Reabrió sus puertas el 5 de mayo dé 2018 y alberga el centro de interpretación denominado Ibaiaren etxea, que exhibe 500 años de la evolución industrial y el patrimonio fluvial de Errenteria.

## Visitas guiadas
La Asociación Itsasgela ofrece visitas guiadas de 20-30 minutos los sábados, domingos y festivos de 10:00 a 14:00 horas.